# Висока школа за економију и управу Београд
Висока школа за економију и управу Београд једна је од приватних високих школа у Београду. Налази се у улици Љубана Једнака 1.

## Историјат
Висока школа струковних студија за економију и управу Београд је основана 2006. године под називом Висока школа за рачуноводство и берзанско пословање, на иницијативу групе професора и две консултантске фирме из Србије и Аустрије. Прошли су три циклуса акредитације од стране Комисије за акредитацију и проверу квалитета високошколских установа 2007, 2013. и 2020. године и имају дозволу за рад издату од стране Министарства просвете Републике Србије. Потписали су уговор о сарадњи са Пословном школом из Новог Места и Пословном академијом Смилевски из Битоља. Студијски програми су конципирани у складу са Болоњском декларацијом. Садрже програме на основним студијама у трајању од три године: Банкарство, осигурање и берзе, Рачуноводство и ревизија и Порези и царине. По завршетку трогодишњих студија кандидати стичу звање струковни економиста.